# اینفانت فرانسیسکو خاویر
اینفانت فرانسیسکو خاویر (انگلیسی: Infante Francisco Javier of Spain) پسر کارلوس سوم اسپانیا و برادر کوچک کارلوس چهارم اسپانیا و فردیناند چهارم (سیسیل) بود.